# 至善街
至善街（英語：Chi Shin Street）是一條新界西貢區將軍澳新市鎮的道路，東起寶邑路與寶康路交界之迴旋處，向西經唐俊街及唐賢街交界延伸至將軍澳67區，全條道路均可供車輛作雙向東西行行走，主要為來回各一條行車線。

## 歷史
至善街於2003年2月14日獲地政總署刊憲命名，當時只是一條連接唐俊街近寶盈花園，長約330米的小掘頭路，主要連接播道書院、將軍澳循道衛理小學及哥爾夫球場。
直至2012年6月29日，至善街才向西延，通過唐賢街交界延伸至將軍澳67區，但同樣為掘頭路，同年12月14日地政總署再重新刊憲，至善街東端終延伸至寶邑路與寶康路交界的迴旋處。

## 交匯道路
- 寶邑路
- 唐俊街
- 唐賢街

## 沿線建築物
- 怡明邨
- Savannah
- 雍明苑
- 播道書院
- 將軍澳循道衛理小學
- 嘉悅
- The Parkside
- 天晉3A、3B

## 相關
- 將軍澳市中心
- 調景嶺
- 將軍澳